# Irene Vanbrugh
Irene Vanbrugh, nata Irene Barnes (Exeter, 2 dicembre 1872 – Londra, 30 novembre 1949), è stata un'attrice britannica.

## Biografia
Nacque dal reverendo Reginald Henry Barnes e da sua moglie Frances Mary Emily Nation, la quale apparteneva ad un'importante famiglia locale di mecenati teatrali. Quinta di sei figli, fu sorella dell'attrice Violet Vanbrugh e di Kenneth Ralph Barnes, direttore della Royal Academy of Dramatic Art. Studiò sotto la guida di Sarah Thorne al Theatre Royal di Margate, indi esordì nel 1888 in As You Like It nel ruolo di Phoebe e, su raccomandazione di Lewis Carroll, debuttò nello stesso anno al Globe Theatre di Londra in Alice nel Paese delle Meraviglie nel ruolo della Regina e del Fante di cuori. Assieme a sua sorella Violet si unì alla compagnia di John Lawrence Toole, creando ruoli come Thea Tesman in Ibsen's Ghost (1891) e Bell Golightly in Walker, London (1892), indi si esibì in numerosi teatri londinesi come il St James's Theatre, il Royalty Theatre e il Royal Court Theatre.
Nel 1899 conquistò la fama nel ruolo di Sophy Fullgarney in The Gay Lord Quex di Arthur Wing Pinero al Globe Theatre, e due anni più tardi sposò Dion Boucicault Jr., che sarebbe diventato il suo manager e compagno professionale oltre che di vita. Altri ruoli celebri furono quello di Nina Jesson in His House in Order (1906) e Zoe Blundell in Mid-Channel (1909), entrambe di Pinero, nonché Marise in The Thief, Lady Mary Lasenby in The Admirable Crichton di J. M. Barrie, Kate in The Twelve-Pound Look e Norah Marsh in The Land of Promise (1914) di William Somerset Maugham.
Il 20 giugno 1938 festeggiò il suo giubileo d'oro al His Majesty's Theatre esibendosi in The Gay Lord Quex e in Belinda di A. A. Milne, e nel 1941 fu nominata Dama dell'Impero Britannico. A partire dagli anni '30 recitò in alcuni film come Head of the Family, Catherine the Great (1934), The Way of Youth, Escape me Never (1935), Wings of the Morning (1937) e Knight without Armour (1937). Nel 1948 pubblicò la sua autobiografia intitolata To Tell my Story  contenente descrizioni di attori e drammaturghi, lettere e memorie delle sue tournée. Morì al National Hospital di Queen Square a Londra dopo un breve periodo di malattia.

## Filmografia parziale
- Head of the Family, regia di Jean Daumery (1933)
- La grande Caterina (The Great Catherine), regia di Paul Czinner (1934)
- The Way of Youth, regia di Norman Walker (1934)
- Non mi sfuggirai (Escape Me Never), regia di Paul Czinner (1935)
- Sangue gitano (Wings of Morning), regia di Harold D. Schuster (1937)
- L'ultimo treno da Mosca (Knight Without Armour), regia di Jacques Feyder (1937)